# Jaderná elektrárna Stendal
Jaderná elektrárna Stendal je nedokončená jaderná elektrárna v Německu, poblíž města Arneburg ve spolkové zemi Sasko-Anhaltsko. Šlo o největší (a zmařený) projekt bývalé NDR.

## Příprava výstavby

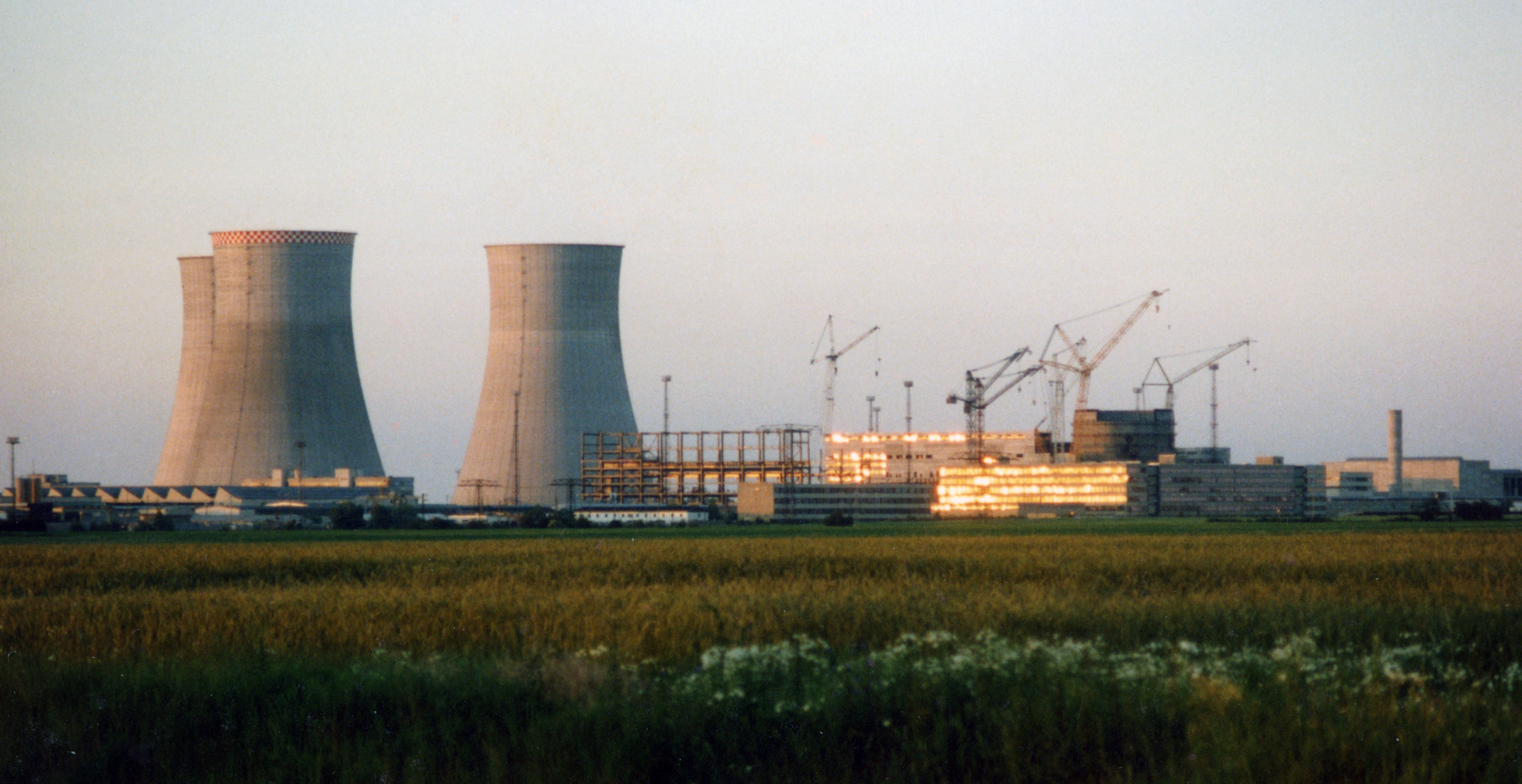
Rozestavěná elektrárna v roce 1991

Jaderná elektrárna Stendal se měla stát v pořadí třetí (a nejvýkonnější) jadernou elektrárnou v tehdejší Německé demokratické republice. O výstavbě elektrárny, tehdy s uvažovaným názvem Magdeburg III, rozhodla Rada ministrů NDR dne 16. dubna 1970, přičemž rámcově mělo jít o bloky 4×1000 MW s tlakovodními reaktory sovětského typu. 
Jako vhodná lokalita byla v roce 1972 vybrána osada Niedergörne poblíž Arneburgu, kde bylo možné odebírat provozní vodu z Labe. Přibližně v téže době došlo i přejmenování projektu na JE Stendal podle blízkého města, vhodného pro ubytování pracovníků pro stavbu i pozdější provoz elektrárny. Protože SSSR avizoval problémy s dodávkami 1000MW bloků, rozhodla Rada ministrů dne 31. ledna 1973, že elektrárna bude mít raději koncepci právě dokončované JE Lubmin s reaktory 4×440 MW, přičemž blok měl být A uveden do provozu v roce 1989.
Příprava stavby JE Stendal byla v magdeburských novinách Hlas lidu oficiálně oznámena 1. srpna 1974. Dne 1. ledna 1975 byl založen VEB Kernkraftwerk Stendal (česky Jaderná elektrárna Stendal, národní podnik) coby investor a budoucí provozovatel elektrárny. Generálním dodavatelem samotné elektrárny se stal VEB Kombinat Kraftwerksanlagenbau Berlin (KAB, česky kombinát Výstavba elektrárenských zařízení Berlín, národní podnik). V roce 1975 bylo do nových domů přestěhováno na 120 obyvatel osady Niedergörne, která byla v roce 1976 zbourána (odstřelen byl i 800 let starý kostel), aby byl získán přímý přístup k Labi. Na druhou stranu došlo i k masivní investiční výstavbě – během následujících let vzniklo 14 000 bytů ve Stendalu a Osterburgu, desítky nových provozoven maloobchodu a služeb, poliklinika, školy, kulturní dům atd., zkapacitněna byla i zemská silnice L16 a do Niedergörne vznikla nová železniční odbočka pro dopravu materiálu i zaměstnanců. S vlastní stavbou se však stále nezačalo.
Havárie elektrárny Three Mile Island, ke které došlo 28. března 1979 v americkém Harrisburgu, vyvolala velké obavy u civilního obyvatelstva i u odborníků. SSSR tehdy navrhl, aby byla JE Stendal raději vystavěna s bloky tlakovodních reaktorů modernějšího typu VVER-1000/320, v plnotlakém kontejnmentu s řádově vyšší bezpečností. Dostala tak přednost koncepce, podobná ruské Balakovské JE a Rostovské JE, nebo pozdější československé JE Temelín. V září 1979 byla uzavřena mezivládní dohoda, stavební povolení pro nové bloky A a B o výkonu 1000 MW bylo vydáno 10. září 1979 a v prosinci 1979 Rada ministrů NDR definitivně rozhodla o výstavbě. Uvažované náklady byly tehdy odhadovány na 10 miliard marek. Potíž však byla v tom, že technická dokumentace se v té době v Moskvě a Berlíně teprve připravovala, takže podklady pro první fázi výstavby se dvěma 1000MW reaktory byly k dispozici až v lednu 1982.

## Technické informace
JE Stendal byla projektována podle klasického sovětského vzorku VVER-1000/320:
- Každý blok představuje samostatně provozovatelnou výrobní jednotku.
- Reaktorový blok začíná reaktorovou halou čtvercového půdorysu, na kterou přímo navazuje strojovna pro turbogenerátor a bočně umístěné výstupy vvn.
- Bloky umístěné paralelně, se spojovací nadzemní chodbou procházející všemi bloky na rozmezí primárního a sekundárního okruhu.
- Terciární chlazení dvěma chladicími věžemi pro jeden blok.

Kontejnment reaktorového bloku měl být odlišný od standardu: namísto železobetonového kontejnmentu podle sovětského projektu byl zkonstruován kontejnment z ocelových článků podle patentu Stavební akademie NDR. Chladicí věže o výšce 150 m měly vrcholový obvod 74 m, odparnou kapacitu 170 000 m³/h a k terciárnímu chladicímu okruhu byly připojeny podzemním potrubím o světlosti 2600 mm. Turbosoustrojí o jmenovitých otáčkách 3000.min−1 se mělo skládat ze sovětské turbíny K1000-60 a sovětského turbogenerátoru TBB-1000-2 (v roce 1981 bylo oboje teprve ve vývoji a NDR proto požadovala raději turbosoustrojí 2×500 MW se snazší regulací, nicméně SSSR potvrdil včasné dodání technologie). Vyrobená elektřina na úrovni vvn 220/380 kV měla být do sítě dodávána prostřednictvím rozvodny Schwarzholz, vzdálené od elektrárny 3,5 km severovýchodně.

## Informace o reaktorech
| Reaktor   | Typ reaktoru  | Výkon  | Výkon   | Zahájení výstavby | Připojení k síti | Uvedení do provozu          | Uzavření                    |
| Reaktor   | Typ reaktoru  | Čistý  | Hrubý   | Zahájení výstavby | Připojení k síti | Uvedení do provozu          | Uzavření                    |
| --------- | ------------- | ------ | ------- | ----------------- | ---------------- | --------------------------- | --------------------------- |
| Stendal A | VVER-1000/320 | 900 MW | 970 MW  | 1. 12. 1982       | prosinec 1991    | Výstavba zrušena 1. 3. 1991 | Výstavba zrušena 1. 3. 1991 |
| Stendal B | VVER-1000/320 | 900 MW | 970 MW  | 1. 12. 1984       | červen 1993      | Výstavba zrušena 1. 3. 1991 | Výstavba zrušena 1. 3. 1991 |
| Stendal C | VVER-1000/320 | 950 MW | 1000 MW | 1987              | prosinec 1996    | Výstavba zrušena 1. 3. 1991 | Výstavba zrušena 1. 3. 1991 |
| Stendal D | VVER-1000/320 | 950 MW | 1000 MW | 1988              | červen 1997      | Výstavba zrušena 1. 3. 1991 | Výstavba zrušena 1. 3. 1991 |

## Fyzická výstavba
Jak vidno, už samotná příprava stavby nabrala mnohaletý skluz. S výstavbou to nebylo o mnoho lepší, protože celá NDR trpěla nedostatečnými lidskými i technickými kapacitami u dodavatelů stavebních prací i technických prostředků. V nejvyšší fázi rozestavěnosti bylo na JE Stendal zaměstnáno kolem 7,5 tisíce lidí, z toho ale jen menšina bylo občany NDR, protože nejkvalifikovanější stavební práce zajišťovalo na 3,5 tisíce zahraničních pracovníků – vedle sovětských konstruktérů a techniků to byli zejména betonáři z Polska a svářeči z Maďarska a Jugoslávie. Ti všichni ani tak nedokázali (kvůli nízké úrovni i malé kapacitě východoněmeckých dodavatelů) dodržet potřebné termíny.
Výstavba bloku A oficiálně započala 1. prosince 1982, ve skutečnosti se slavnostní položení základního kamene uskutečnilo už 5. listopadu 1981 a první základová deska byla dokončena v říjnu 1982. Reaktorová budova bloku A dospěla v prosinci 1985 do výšky základové spáry, v roce 1987 započala stavba kontejnmentové haly, v říjnu 1988 byla dokončena první chladicí věž.
Výstavba bloku B oficiálně započala 1. prosince 1984.
Poslední rozhodnutí Rady ministrů NDR, týkající se JE Stendal, pochází ze dne 8. července 1987 a stanovuje, že blok A má být dokončen a zprovozněn mezi zářím a prosincem 1991, blok B mezi dubnem a červnem 1993, blok C měl zahájit provoz mezi zářím a prosincem 1996 a blok D po roce 1996. Schválený rámcový rozpočet pro výstavbu byl tehdy již 15 miliard marek, tzn. o polovinu vyšší než o sedm let dříve.

## Komplikace a ukončení výstavby
Znovusjednocení Německa, započaté v listopadu 1989 a dokončené v říjnu 1990, přineslo zrušení prakticky veškeré původní „východoněmecké“ legislativy, kdy začala na území bývalé NDR platit legislativa SRN včetně „atomového“ zákona z 23. 12. 1959, o mírovém využívání jaderné energie a o ochraně proti jejímu nebezpečí. Už v roce 1989 tak začala úzká technická spolupráce investora se západoněmeckými společnostmi (výrobce energetických zařízení Kraftwerk Union Erlangen, provozovatelé PreussenElektra Hannover, Bayernwerk Mnichov a Rheinisch-Westfälisches Elektrizitätswerk Essen) pro zabezpečení projektu v nových legislativních a politických podmínkách. Výsledkem byla studie ze srpna 1990, která doporučila dostavbu bloků A + B s reaktory VVER-1000/320 s řídicími technologiemi z Německa a výstavbu bloků C + D s kompaktními reaktory Siemens/KWU 1300 MW.. Náklady se tehdy odhadovaly již na 20 miliard marek, z toho již 3,8 miliardy bylo proinvestováno, další 1 miliardu marek představovala hodnota technologií připravených v SSSR, které bylo nutno teprve uhradit.
K 1. červenci 1990 byl investor JE Stendal přeměněn z národního podniku (VEB) na společnost s ručením omezeným (GmbH), vlastněnou státem přes svěřeneckou organizaci Treuhandanstalt (obdoba českého Fondu národního majetku). Stavební i montážní práce pokračovaly, byť stále pomaleji, přestože blok A měl být uveden do provozu už v prosinci 1991. 17. září 1990 však dodavatel výstavby, privatizovaný Kraftwerks- und Anlagenbau AG, ze dne na den nařídil ukončení veškerých prací. 3000 místních pracovníků dodavatelských firem přešlo na zkrácený pracovní úvazek s nulovým fondem pracovní doby, 3500 odborných zahraničních pracovníků bylo donuceno do 24 hodin zcela opustit staveniště. V tomto okamžiku byl blok A stavebně dokončen asi ze 75 %, blok B z 50 % a pomocná zařízení obou bloků byla dokončena z 55 %, na bloku C započala výstavba pomocných provozů a na bloku D neproběhly ani výkopové práce. Reaktorová nádoba pro blok A sice již byla v sovětských závodech OMZ připravena a i sovětská 1000MW turbína se v té době testovala v lenigradském výrobním závodě, ale žádný z těchto klíčových technologických prvků nakonec nebyl dodán.
Takto oficiálně přerušená výstavba znamenala, že JE Stendal byla nucena podle výše uvedeného atomového zákona požádat o nové licenční (povolovací) řízení u nově zvolené zemské vlády Saska-Anhaltska. Tuto žádost podal jednatel JE Stendal 1. listopadu 1990, žádné stavební a montážní práce zatím nebyly obnoveny, pokračovaly jen projekční práce pro implementaci technologií Siemens na reaktory VVER. V prosinci 1990 však už začínalo být jasné, že zemská vláda je pod vlivem mediální masáže a není elektrárně nijak nakloněna – JE Stendal jako společnost s ručením omezeným ve vlastnictví státu nedostala od svého vlastníka žádné peníze na pokračování stavby. Potenciální privatizátoři z řad západoněmeckých elektrárenských společností by sice byli ochotni elektrárnu dostavět a provozovat, požadovali ale po vládě, aby nesla rizika v případě finančně ztrátového provozu elektrárny. I to vláda odmítla s poukazem na možné narušení hospodářské soutěže, a investoři stáhli veškeré nabídky.
V březnu 1991 tak byla dostavba jaderné elektrárny definitivně zamítnuta.

## Konverze areálu
KKW Stendal GmbH byla v roce 1991 přejmenována na AIG Altmark Industrie GmbH, která se v roce 1994 změnila na akciovou společnost (AG). Ta je dodnes vlastníkem a správcem lokality o ploše 450 ha, a je zodpovědná za její rozvoj ve spolupráci s obcí Arneburg, okresem Stendal a zemskou vládou.
Protože místo bylo v územních plánech stále vedeno jako rezervované pro energetické zařízení, byla navržena výstavba černouhelné elektrárny o výkonu 2×750 MW. Projekt počítal i s využitím dosavadních části již existujících budov a zařízení původní JE. Část areálu proto odkoupila společnost VEAG Verwaltungs GmbH (později BPR Verwaltungs GmbH), spoluvlastněná koncerny E.ON a RWE, která měla být investorem nové elektrárny. Došlo ke zbourání většiny budov jaderného okruhu, zůstala však stát část reaktorových budov, hospodářství dieselgenerátoru i obě chladicí věže bloku A, které mohly být využitelné i pro černouhelné kotle. Rozestavěné chladicí věže bloku B byly 19. května 1994 odstřeleny. Nedlouho poté došlo k přehodnocení celoněmecké energetiky a projekt výstavby nové černouhelné elektrárny byl posunut nejdříve na rok 2012. Stalo se tak na žádost spolkových zemí Sasko a Braniborsko, aby nebylo ohroženo využití hnědého uhlí z ložisek v těchto zemích. Protože nebylo únosné po tak dlouhou dobu konzervovat stávající stavby bez užitku, byly 29. října 1999 odstřeleny i chladicí věže bloku A. Výstavba černouhelné elektrárny v hodnotě 2,2 miliardy eur měla podle plánů z roku 2008 začít v roce 2011 a do provozu měla být uvedena v roce 2015, RWE však tuto investici v roce 2010 nakonec zrušila.
Po recyklaci půdy a demolici stavebních konstrukcí jaderné elektrárny (materiál z demolic byl rozdrcen a využit při stavbě nových silnic v okolí) vznikl v polovině 90. let „Altmark Industry and Business Park“, ve kterém se usadily nové podniky a instituce:
- V roce 2004 byla zprovozněna celulózka Zellstoff Stendal GmbH (ze skupiny Mercer International Group).
- V roce 2006 byla zprovozněna papírna Delipapier GmbH (z italské papírenské skupiny Sofidel).
- V roce 2013 byla zprovozněna bioplynová stanice Weltec s kapacitou cca 700 m³ biometanu za hodinu.
- V bývalé bezpečnostní budově jaderné elektrárny je umístěno nové okresní velitelství hasičů okresu Stendal.